# Василевський Феофан Олександрович
Василевський Феофан (Теофан) Олександрович (псевдонім — Софрон Круть; 1855, с. Селезенівка Сквирського району Київської області — 31 березня 1912, Херсон) — український письменник, громадський діяч, чоловік Дніпрової Чайки.

## Біографія
Феофан Василевський народився в сільській родині. По матері походив зі старовинного козацького роду, по батькові — з духовенства. Навчався в Київській духовній семінарії (закінчив чотири класи), у вищих навчальних закладах Петербурга (Петербурзький практичний технологічний інститут, не закінчив) і Одеси.
У 1875–1877 роках як доброволець брав участь у національно-визвольній боротьбі населення Боснії та Герцеговини проти турецьких загарбників. За участь у бойових діях Феофана Олександровича було нагороджено Чорногорським орденом «За віру, свободу та хоробрість». 1877 року в Женеві зустрічався з Михайлом Драгомановим. Він допомагає Драгоманову у виданні журналу «Громада». Деякий час живе у Загребі, Белграді, Празі.
Драгоманов таким чином охарактеризував Феофана Василевського у листі до російського літературознавця, етнографа Олександра Пипіну, який на той час співпрацював з прогресивним журналом «Вісник Європи»:
|  | «Ви питали, що це за людина? – Відповідаю: молодий р[оків] м.б. біля 22-3. Був студентом математиком в Пітері та Одесі, – в 1875 р. вирушив до Герцеговини, де бився, фельдшерив… загалом, за всіма руськими та сербськими свідоцтвами лишив по собі чудову пам'ять в Чорногорії, Герцеговині та Сербії…». |

Повернувшись в Україну, Феофан Василевський займається просвітницькою, статистичною, фольклористичною діяльністю, долучається до молодого крила Одеської громади. З 27 жовтня 1878 року Феофан Василевський стає рядовим царської армії за призовом.
У січні 1880 року наказом по бригаді він звільняється в запас.
На початку 80-х років XIX ст. Феофан Василевський перебуває на посаді статистика в Єлисаветграді. Тут у 1879-1880 роках за ініціативою лікаря О. Михайловича та секретаря місцевого поліційного управління Івана Тобілевича створено українофільський гурток, серед активістів якого були Андрій Грабенко, О. Волошинов, С. Дудін, Євген Чикаленко, Олександр Русов, Дмитро Маркович. З ними виступив і Феофан Василевський.
У січні 1885 року Василевський був заарештований у справі єлисаветградського революційного гуртка, що підтримував зв'язки з народовольцями. Відбував заслання у Херсоні, де працював губернським статистиком. Тут і одружився з Дніпровою Чайкою (Людмилою Василевською). Подружжя Василевських брало активну участь у громадському і літературному житті Херсона разом з подружжям Русових, Дмитром Марковичем, Борисом Грінченком, Андрієм Грабенком та іншими.
У 1880-х рр. Херсонське земство організувало масштабне оціночно-статистичне дослідження губернії. За клопотанням Русова Феофана Василевського було призначено на посаду помічника статистика Херсонської губернської земської управи. Упродовж 1880-х рр. Василевський виступав одним з найближчих сподвижників Олександра Русова у реалізації його масштабної програми краєзнавчого вивчення Херсонщини.
Чітка ідейно-політична платформа перших земських статистиків посприяла українізації апарату Херсонського земства і оформленню на основі його організаційних структур потужного українського національно-культурного осередку.
У 1875, 1876, 1878–1881 роках Феофан Василевський публікував у львівських виданнях «Правда», «Світ», «Дзвін», «Громадський друг» та «Молот» дописи й нариси про сербські й чорногорські обряди та звичаї, статті про балканські події, які висвітлював в основному з революційно-демократичних позицій.
У 1886 році міністром внутрішніх справ видано секретний наказ губернаторам щодо заборони приймати на статистичну службу політично неблагонадійних осіб. У зв'язку з цим на початку 1887 року офіційно звільнено з посад у статистичному відділі Херсонського губернського земства Олександра Русова, Андрія Грабенка, Феофана Василевського. 2-4 листопада 1887 року в Херсоні відбувся з'їзд земських статистиків, де неофіційно були присутні Русов, Грабенко та Василевський.
Наприкінці 80-х років багатьох неблагодійних було вислано за межі Херсонщини. Активна участь Феофана Василевського у діяльності українського гуртка під керівництвом Олександа Русова (1885–1889) в Херсоні не залишилася поза увагою місцевих поліцейсько-жандармських органів. У 1889 році Феофанові Василевському було заборонено проживання на Півдні України. Подружжя Василевських потрапило до Києва.
В 1890–1900-х роках Феофан Василевський відходить від літературного і громадського життя, обмежившись своєю працею статистика, родинними турботами. Восени 1894 року вони отримали нагоду повернутися на Херсонщину — в Херсонському земстві з'явилося вакантне місце губернського статистика.
У січні 1895 року Василевські з дозволу нового губернатора М. М. Весьолкіна прибули до Херсона. З лютого 1895 по березень 1915 року Феофан Василевський беззмінно керував земськими статистичними роботами у Херсонській губернії.
Під керівництвом Василевського земська статистична служба набула завершеної структури, її кількісний склад перевищив тридцять осіб. Губернський статистик координував діяльність повітових статистиків, їх помічників та рахівників. З 1896 по 1915 роки систематично виходили впорядковані Василевським щорічні «Статистико-економічні огляди Херсонської губернії», які надавали узагальнену інформацію про територію і населення регіону, розвиток сільського господарства, промисловості та торгівлі, податки та повинності місцевого населення, стан кредитно-банківської справи тощо. Влітку 1904 року земські статистики за єдиною програмою провели масштабне експедиційне обстеження розвитку ремесел і промислів у шести повітах Херсонської губернії. Упорядкована Феофаном Василевським за результатами дослідження ґрунтовна праця «Ремесла й промисли Херсонської губернії» (Херсон, 1905) стала одним з найцінніших здобутків херсонської статистики.
Останнім великим дослідженням Василевського можна вважати працю «Переселенці з Херсонської губернії 1894—1912 років». Вона стала підсумком багаторічних поточних спостережень херсонських статистиків за міграційними рухами на Півдні України.
Феофан Василевський доклав значних зусиль для популяризації досвіду херсонської земської статистики в межах Російської імперії. Плідною була його участь у засіданнях загальнодержавних з'їздів і нарад з питань статистики.
На початку ХХ ст. родина Василевських знову зазнає переслідувань.
У 1905 році в м. Львові з передмовою Івана Франка вийшла книга нарисів Феофана Василевського «Записки українця з побуту між полудневими слов'янами». Це був своєрідний літературний пам'ятник людині, що відмовилася від письменницької діяльності.
Василевський також відомий як публіцист і перекладач. Переклав працю сербського революційного демократа й філософа-матеріаліста С. Марковича «Сербія на Сході» (не опублікована). Також Феофан Василевський дуже цікавився творчістю польського письменника Генрика Сенкевича, робив переклади його творів, збирався видати їх у Львові. Але доля цих перекладів на сьогодні невідома.
Щодо смерті письменника є різні версії. За даними біографа Дніпрової Чайки Р. Шевченка 31 березня 1915 року Феофан Василевський наклав на себе руки «в нападі душевного розладу». Іншу дату смерті публіциста наводить М. Гольберг в «Українській літературній енциклопедії» — 31 березня 1921 року.